# Greenhithe
Greenhithe is een plaats in het bestuurlijke gebied Dartford, in het Engelse graafschap Kent. De plaats is onderdeel van de civil parish Swanscombe and Greenhithe..

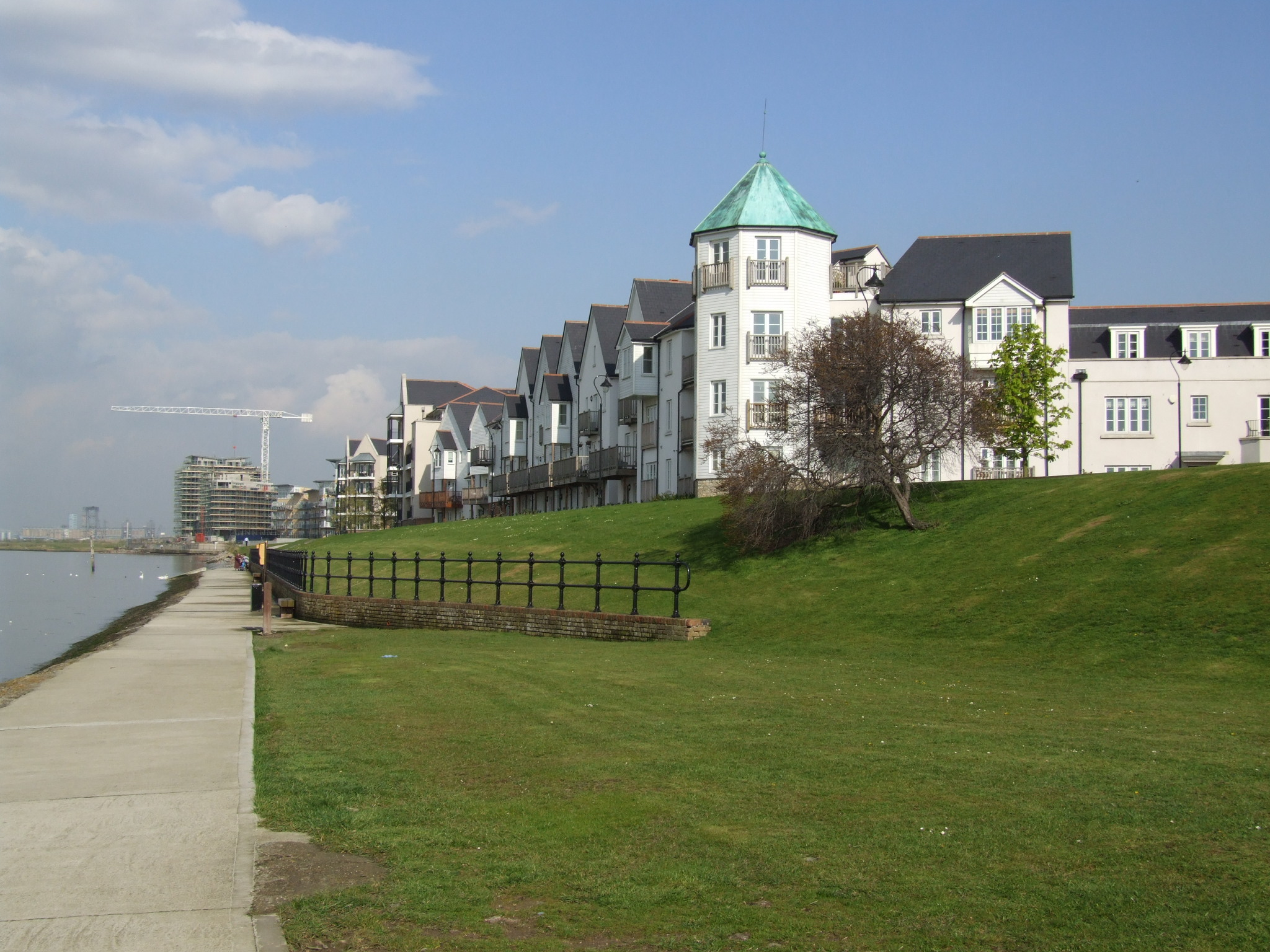
Park